# فرانز فارك
فرانز فارك  (بالألمانية: Franz Farke)‏مواليد 20 نوفمبر 1928 هو لاعب كرة قدم ألماني سابق في مركز الهجوم.

## المسيرة
بدأ مسيرته الاحترافية مع Steinhausen وأنتقل إلى TSV دتمولد في عام 1950 في دوريات الاقاليم واكمل معهم موسمين لعب خلالها 29 مباراة وسجل 9 أهداف ثم أنتقل إلى بوروسيا دورتموند في الدوري الألماني موسم 1952-53 برصيد 18 هدف في 23 مباراة وفي عام 1953 انتقل إلى آينتراخت براونشفايغ حتى عام 1955 برصيد 9 أهداف في 24 مباراة وانهى مسيرته مع Sodingen في دوري الاقاليم ولعب 107 وسجل 8 أهداف

## وصلات خارجية
- فرانز فارك على موقع عالم كرة القدم.نت (الإنجليزية)

فرانز فارك على موقع weltfussball.de (بالألمانية)